# Humfred van Woodstock
Humfred van Woodstock, graaf van Buckingham (1381 - 2 september 1399) was een Engelse edelman. Hij behoorde tot het huis Plantagenet.

## Levensloop
Humfred was de zoon van Thomas van Woodstock, de jongste zoon van koning Eduard III van Engeland, uit diens huwelijk met Eleanor de Bohun, dochter van Humphrey de Bohun, graaf van Hereford.
Na de moord op zijn vader in 1397 werd hij graaf van Buckingham en Lord High Constable van Engeland. Ook werd Humfred samen met zijn familielid Hendrik van Monmouth, zoon en erfgenaam van Hendrik Bolingbroke (de latere koning Hendrik IV), onder de hoede van zijn oom, koning Richard II van Engeland genomen. 
In 1398 nam Richard II beide jongens mee naar Ierland, waar hij ze in gevangenschap achterliet in Kells. De koning keerde vervolgens terug naar Engeland om de wapens op te nemen tegen Bolingbroke. Nadat Richard II in 1399 van de Engelse troon werd gestoten, beval Hendrik Bolingbroke hun vrijlating en liet hij hen terughalen naar hun vaderland. De zieke Humfred stierf echter op weg naar huis, op 2 september 1399. Niet veel later stierf ook zijn moeder Eleanor de Bohun, waarschijnlijk van verdriet om het verlies van haar zoon.